# Helmuth Kahl

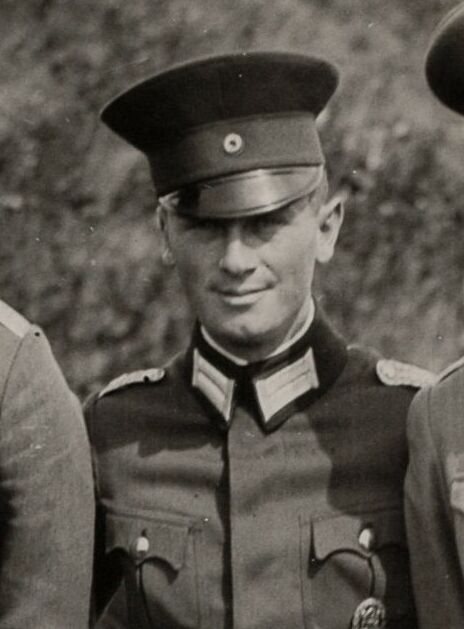
Helmuth Kahl (1928)

Helmuth Kahl (* 17. Februar 1901 in Berlin; † 23. Januar 1974 in Osann-Monzel) war ein deutscher Pentathlet. Er war der erste nicht-schwedische Medaillengewinner im Modernen Fünfkampf bei Olympischen Spielen.
1912 hatte in Stockholm erstmals der Moderne Fünfkampf bei Olympischen Spielen auf dem Programm gestanden, bei den ersten drei Austragungen hatten ausschließlich schwedische Athleten Medaillen gewonnen. 1928 waren es in Amsterdam zwei deutsche Athleten, die sich mit den drei Schweden um die Medaillen stritten: der Berliner Offizier Heinz Hax ging in der ersten Disziplin, dem Pistolenschießen, in Führung, nach dem Schwimmen lag der Schwede Sven Thofelt vorn. Helmuth Kahl war zweitbester Fechter im Wettbewerb und schob sich damit weit nach vorn. Am Ende gewann Thofelt vor seinem Landsmann Bo Lindman, Kahl lag nur zwei Punkte hinter Lindman und sechs Punkte vor dem dritten Schweden Invar Berg, Hax belegte den fünften Platz.
Acht Jahre nach Kahls Bronzemedaille war Gotthard Handrick der erste Nichtschwede, der Olympiasieger im Modernen Fünfkampf werden konnte. Nach Kahl und Handrick dauerte es 72 Jahre bis zum dritten Mal eine olympische Medaille im Modernen Fünfkampf nach Deutschland ging: Lena Schöneborn siegte 2008.